# 117号美国国道

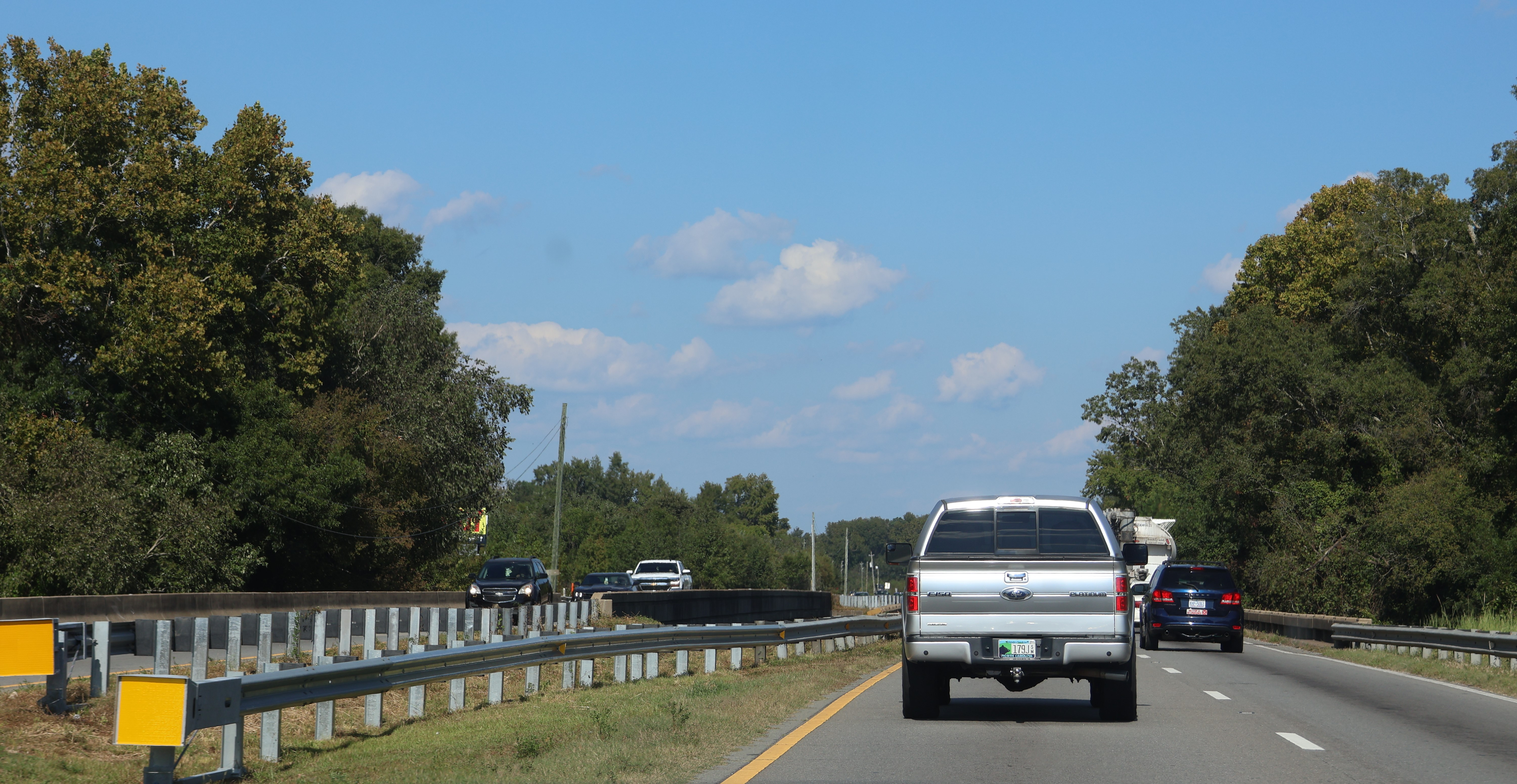
117号美国国道的车道

117號美國國道是一條美國的南北向高速公路，也是17號美國國道的支線，全長114英里（183公里），從北卡羅來納的威明頓301號美國國道到威爾森421號美國國道。整條美國國道117是在北卡羅來州之內。